# Bruno Strobl
Bruno Strobl (* 26. Februar 1949 in Klagenfurt) ist ein österreichischer Komponist und Dirigent.

## Leben
Strobl studierte von 1968 bis 1976 Klarinette und Theorie bei Alois Jäger am 
Konservatorium Klagenfurt. Er war von 1973 bis 2003 Musikerzieher am Bundesgymnasium Porcia Spittal an der Drau. Er erhielt von 1978 bis 1981 privaten Kompositionsunterricht bei Nikolaus Fheodoroff. Von 1983 bis 1987 studierte er Klarinette, Musiktheorie und Komposition bei Dieter Kaufmann am Konservatorium Klagenfurt.
Seit 1977 ist er Obmann der Kärntner Zweigsektion der Internationalen Gesellschaft für Neue Musik (IGNM), von 2008 bis 2018 Präsident dieser Gesellschaft. Von 1978 bis 1990 organisierte er die Kärntner Meisterkurse für aktuelle Musik. Von 1987 bis 1995 stand er dem Vokalensemble Vox Nova vor. Von 1988 bis 2009 leitete er als Dirigent das Ensemble Kreativ, mit dem er mehrere Stücke zur Uraufführung brachte. Seit 1991 ist er Initiator des Festivals Expan in Spittal an der Drau. Von 1993 bis 1995 wirkte er an der Kreativwerkstatt in Klagenfurt. Er war mehrmals Leiter des Klangspectrums Villach. Seit 2002 ist er Projektleiter der NeueBühneVillach und seit 2005 leitet er das von ihm gegründete Ensemble NeuRaum (früher MusikFabrikSüd).
Seine Musik wurde im In- und Ausland aufgeführt u. a. beim Festival Steirischer Herbst, bei Wien Modern, bei den Dresdner Tagen der zeitgenössischen Musik, bei Aspekte Salzburg und den IGNM-Weltmusiktagen in Budapest. Im Juli 2017 kam es beim Carinthischen Sommer zur Uraufführung seiner Kirchenoper Hemma, die den Untertitel Eine Weibspassion trägt und die Geschichte der Hemma von Gurk nachzeichnet. Das Libretto zur Oper stammt vom Schriftsteller Franzobel. Es inszenierte Kristine Tornquist, die Titelrolle wurde von der französischen Mezzosopranistin Juliette Mars gesungen.
Bruno Strobl lebt und arbeitet in Wien.

## Auszeichnungen
- 1983: Förderungspreis für Musik der Kärntner Landesregierung
- 1988: Staatsstipendium für Komposition der Republik Österreich
- 1991: Preis der Salzburger Landesregierung (Saalfeldener Musiktage)
- 1994: Staatsstipendium für Komposition der Republik Österreich
- 2000: Würdigungspreis für Musik der Kärntner Landesregierung
- 2006: Goldenes Ehrenzeichen für Verdienste um die Republik Österreich[4]
- 2015: Großer Kulturpreis des Landes Kärnten

## Schriften (Auswahl)
- O du mein Österreich. Männerchor nach einem Text von Kurt Tucholsky [Werbeabdruck]. In: NOEMA. Kunst + Kritik 3 (1985), S. 80–88.